# English Football League
Az English Football League (EFL) az angol labdarúgó-bajnokság másod-, harmad- és negyedosztályát magában foglaló szervezet. 1888-ban alapították, akkortól négy szezonon keresztül még csak egy osztálya volt. A világ első, mai értelemben vett labdarúgó-bajnoksága. 1992, vagyis a Premier League létrejötte előtt az első-, másod- és harmadosztály alkotta.
A Championship, vagyis a Football League legmagasabb osztályának (összességében másodosztály) győztese és második helyezettje, és a lebonyolítástól függően további néhány csapat jut fel minden szezon végén a Premier League-be, míg a negyedosztály (Football League Two) utolsó csapatai a National League legmagasabb osztályába, az ötödik osztályba esnek ki.
Jelenleg hetvenkét csapat alkotja, 24-24 mind a másod-, a harmad- és a negyedosztályban.

## Története

### Az első évek

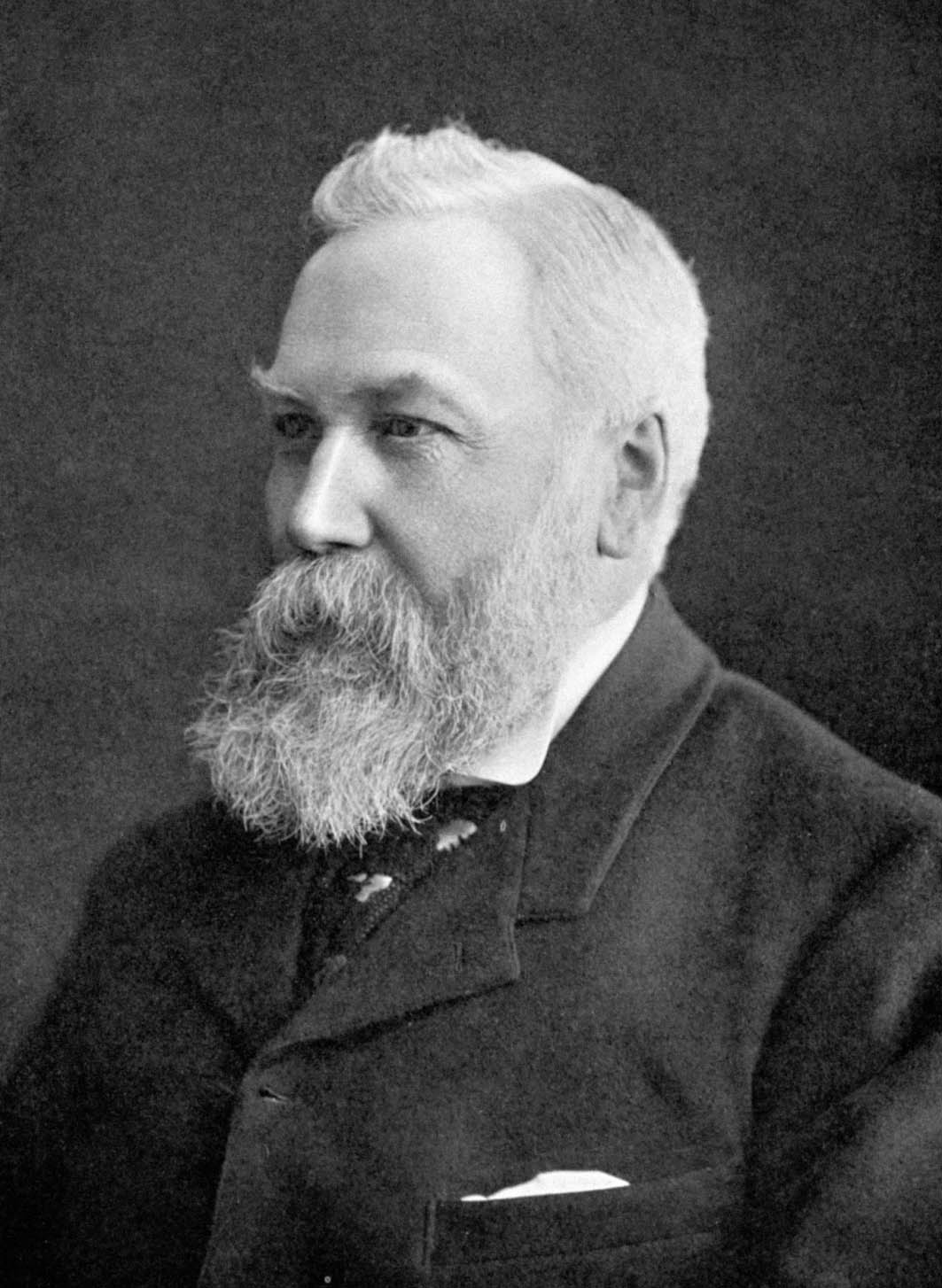
William McGregor, az alapító

A labdarúgó-szövetség négy év tiltás után, 1885 nyarán engedélyezte a profizmust az angol labdarúgásban. Már előtte is sok csapat illegálisan fizetést adott játékosainak, így motiválva őket. A szövetség határozata után egyre több és több csapat vált profivá. A folyamatokat látva William McGregor, az Aston Villa elnöke vetette fel először az ötletet egy szervezett bajnokság létrehozására. A bajnokság hivatalosan 1888. április 17-én jött létre. Az alapító a következő tizenkét csapat volt: Accrington, Aston Villa, Blackburn, Bolton, Burnley, Derby County, Everton, Notts County, Preston, Stoke FC, (1928-tól Stoke City) West Bromwich és Wolverhampton. A főbb szabályok a bajnokságot illetően a következők voltak: minden csapat kétszer játszott mindegyikkel, egyszer hazai pályán és egyszer idegenben. A győzelemért két pontot lehetett szerezni, a döntetlenért egyet, míg a vereségért nem járt pont. Az első szezon győztese, veretlenül, a Preston lett, és rögtön az első szezonban feljegyezhették az első duplázást is, ugyanis a Preston nyerte a kupát is.
Amikor még csak egy osztályból állt a bajnokság, a résztvevők egy választás útján szereztek indulási jogot. Ennek első áldozata a Stoke volt, amelyet 1890-ben nem választottak meg újra. Helyére a Sunderland került, amely második szezonjában már bajnoki címet ünnepelhetett. A Stoke az 1891-92-es szezonban került vissza ismét a bajnokságba. További új résztvevő volt a Darwen, így a bajnokság létszáma tizennégyre nőtt.
A bajnokság első éveiben a Preston, az Aston Villa és a Sunderland dominált, az első tizennégy szezonban rajtuk kívül csak az Everton, a Sheffield United és a Liverpool tudott bajnoki címet szerezni.

### A másodosztály bevezetése
A rivális Football Alliance nevű bajnokság beolvadásával a liga már két osztályból állt. A csatlakozó csapatok közül a Nottingham, a The Wednesday (később Sheffield Wednesday) és a Newton Heath (később Manchester United) az első osztályhoz csatlakozott, míg a Darwen, valamint a többi Football Alliance-csapat alkották a másodosztályt. Az első osztály ekkor már tizenhat csapatból állt. A másodosztályt tizenkét csapat alkotta.
A Second Division az 1893-94-es szezonban tizenöt fősre bővült, miután csatlakozott a Liverpool, a Middlesbrough Ironopolis, a Newcastle United a Rotherham Town (később Rotherham United) és a Woolwich Arsenal (később Arsenal). Az Accrington és a Bootle visszalépett. Egy évvel később már ezt az osztályt is tizenhat csapat alkotta, miután csatlakozott a Bury, a Leicester Fosse (később Leicester City) és a Burton Wanderers (később ez a csapat egyesült a Burton Swifts FC-vel, létrehozva a Burton Unitedet), míg a Northwich visszalépett, a Middlesbrough Ironopolis pedig megszűnt. Egyébként mind a Liverpool, mind a Bury első próbálkozásra megnyerte a másodosztály küzdelmeit.
1895-ben a Loughborough Town csatlakozott a Walsall Town Swifts helyett, 1896-ban a Blackpool és a Gainsborough Trinity a Port Vale és a Crewe Alexandra helyett, egy évvel később pedig a Luton Town került a Burton Wanderers helyére.
Az automatikus kiesés, vagyis hogy az első osztály utolsó két csapata megválasztástól függetlenül kiesik, 1898-ban lett bevezetve.

### A 20. század elején
A huszadik század elején, egészen pontosan annak legelső évében, 1901-ben szerezte meg első bajnoki címét a Liverpool. A legsikeresebb csapatok a 'Poolon kívül ekkoriban az Aston Villa, a Newcastle United, a Sheffield Wednesday és a Blackburn Rovers voltak. Az első világháború kitörése előtti utolsó szezont az Everton nyerte.
1905-ben mindkét osztály létszámát húszra növelték, ekkor kerültek a bajnokságba olyan, ma meghatározó londoni csapatok, mint a Chelsea vagy a Tottenham. Az első dél-angol győztes egyébként az Arsenal lett 1931-ben.
A legtöbb európai bajnoksággal ellentétben itt egyetlen klubnak sem sikerült minden szezont az első osztályban eltöltenie. Ehhez legközelebb az Everton áll, amely mindössze négy szezont töltött alacsonyabb osztályokban. Az Evertonhoz kapcsolódik, a városi rivális Liverpoollal együtt, az a rekord is, miszerint csak a két liverpooli csapatnak nem kellett soha huszonöt évnél többet várnia egy bajnoki címre.

## Győztesek

### 1888–1892
A bajnokság létrejöttétől négy éven keresztül mindössze egy osztály létezett. A félkövérrel jegyzett csapatok, az adott év bajnoki címét valamint az országos kupát is abszolválta.
| Szezon  | Győztes           |
| ------- | ----------------- |
| 1888–89 | Preston North End |
| 1889–90 | Preston North End |
| 1890–91 | Everton           |
| 1891–92 | Sunderland        |

### 1892–1920
Létrejött a másodosztály.
| Szezon    | Az első osztály győztese | A másodosztály győztese |
| --------- | ------------------------ | ----------------------- |
| 1892–93   | Sunderland               | Small Heath             |
| 1893–94   | Aston Villa              | Liverpool               |
| 1894–95   | Sunderland               | Bury                    |
| 1895–96   | Aston Villa              | Liverpool               |
| 1896–97   | Aston Villa              | Notts County            |
| 1897–98   | Sheffield United         | Burnley                 |
| 1898–99   | Aston Villa              | Manchester City         |
| 1899–1900 | Aston Villa              | The Wednesday           |
| 1900–01   | Liverpool                | Grimsby Town            |
| 1901–02   | Sunderland               | West Bromwich Albion    |
| 1902–03   | The Wednesday            | Manchester City         |
| 1903–04   | The Wednesday            | Preston North End       |
| 1904–05   | Newcastle United         | Liverpool               |
| 1905–06   | Liverpool                | Bristol City            |
| 1906–07   | Newcastle United         | Nottingham Forest       |
| 1907–08   | Manchester United        | Bradford City           |
| 1908–09   | Newcastle United         | Bolton Wanderers        |
| 1909–10   | Aston Villa              | Manchester City         |
| 1910–11   | Manchester United        | West Bromwich Albion    |
| 1911–12   | Blackburn Rovers         | Derby County            |
| 1912–13   | Sunderland               | Preston North End       |
| 1913–14   | Blackburn Rovers         | Notts County            |
| 1914–15   | Everton                  | Derby County            |
| 1915–19   | Törölve                  | Törölve                 |
| 1919–20   | West Bromwich Albion     | Tottenham Hotspur       |

### 1920–1921
Létrejött a harmadosztály.
| Szezon  | Az első osztály győztese | A másodosztály győztese | A harmadosztály győztese |
| ------- | ------------------------ | ----------------------- | ------------------------ |
| 1920–21 | Burnley                  | Birmingham              | Crystal Palace           |

### 1921–1958
A harmadosztályt északi és déli csoportra osztották.
| Szezon  | Az első osztály győztese | A másodosztály győztese | A harmadosztály győztese (észak) | A harmadosztály győztese (dél) |
| ------- | ------------------------ | ----------------------- | -------------------------------- | ------------------------------ |
| 1921–22 | Liverpool                | Nottingham Forest       | Stockport County                 | Southampton                    |
| 1922–23 | Liverpool                | Notts County            | Nelson                           | Bristol City                   |
| 1923–24 | Huddersfield Town        | Leeds United            | Wolverhampton Wanderers          | Portsmouth                     |
| 1924–25 | Huddersfield Town        | Leicester City          | Darlington                       | Swansea City                   |
| 1925–26 | Huddersfield Town        | The Wednesday           | Grimsby Town                     | Reading                        |
| 1926–27 | Newcastle United         | Middlesbrough           | Stoke City                       | Bristol City                   |
| 1927–28 | Everton                  | Manchester City         | Bradford Park Avenue             | Millwall                       |
| 1928–29 | The Wednesday            | Middlesbrough           | Bradford City                    | Charlton Athletic              |
| 1929–30 | Sheffield Wednesday      | Blackpool               | Port Vale                        | Plymouth Argyle                |
| 1930–31 | Arsenal                  | Everton                 | Chesterfield                     | Notts County                   |
| 1931–32 | Everton                  | Wolverhampton Wanderers | Lincoln City                     | Fulham                         |
| 1932–33 | Arsenal                  | Stoke City              | Hull City                        | Brentford                      |
| 1933–34 | Arsenal                  | Grimsby Town            | Barnsley                         | Norwich City                   |
| 1934–35 | Arsenal                  | Brentford               | Doncaster Rovers                 | Charlton Athletic              |
| 1935–36 | Sunderland               | Manchester United       | Chesterfield                     | Coventry City                  |
| 1936–37 | Manchester City          | Leicester City          | Stockport County                 | Luton Town                     |
| 1937–38 | Arsenal                  | Aston Villa             | Tranmere Rovers                  | Millwall                       |
| 1938–39 | Everton                  | Blackburn Rovers        | Barnsley                         | Newport County                 |
| 1939–40 | Félbeszakadt             | Félbeszakadt            | Félbeszakadt                     | Félbeszakadt                   |
| 1940–46 | Törölve                  | Törölve                 | Törölve                          | Törölve                        |
| 1946–47 | Liverpool                | Manchester City         | Doncaster Rovers                 | Cardiff City                   |
| 1947–48 | Arsenal                  | Birmingham City         | Lincoln City                     | Queens Park Rangers            |
| 1948–49 | Portsmouth               | Fulham                  | Hull City                        | Swansea City                   |
| 1949–50 | Portsmouth               | Tottenham Hotspur       | Doncaster Rovers                 | Notts County                   |
| 1950–51 | Tottenham Hotspur        | Preston North End       | Rotherham United                 | Nottingham Forest              |
| 1951–52 | Manchester United        | Sheffield Wednesday     | Lincoln City                     | Plymouth Argyle                |
| 1952–53 | Arsenal                  | Sheffield United        | Oldham Athletic                  | Bristol Rovers                 |
| 1953–54 | Wolverhampton Wanderers  | Leicester City          | Port Vale                        | Ipswich Town                   |
| 1954–55 | Chelsea                  | Birmingham City         | Barnsley                         | Bristol City                   |
| 1955–56 | Manchester United        | Sheffield Wednesday     | Grimsby Town                     | Leyton Orient                  |
| 1956–57 | Manchester United        | Leicester City          | Derby County                     | Ipswich Town                   |
| 1957–58 | Wolverhampton Wanderers  | West Ham United         | Scunthorpe United                | Brighton and Hove Albion       |

### 1958–1992
1958-ban megszüntették a regionális harmadosztálybeli csoportokat, helyette ez az osztály is csak egy csoportból állt.
| Szezon  | Az első osztály győztese | A másodosztály győztese | A harmadosztály győztese | A negyedosztály győztese |
| ------- | ------------------------ | ----------------------- | ------------------------ | ------------------------ |
| 1958–59 | Wolverhampton Wanderers  | Sheffield Wednesday     | Plymouth Argyle          | Port Vale                |
| 1959–60 | Burnley                  | Aston Villa             | Southampton              | Walsall                  |
| 1960–61 | Tottenham Hotspur        | Ipswich Town            | Bury                     | Peterborough United      |
| 1961–62 | Ipswich Town             | Liverpool               | Portsmouth               | Millwall                 |
| 1962–63 | Everton                  | Stoke City              | Northampton Town         | Brentford                |
| 1963–64 | Liverpool                | Leeds United            | Coventry City            | Gillingham               |
| 1964–65 | Manchester United        | Newcastle United        | Carlisle United          | Brighton & Hove Albion   |
| 1965–66 | Liverpool                | Manchester City         | Hull City                | Doncaster Rovers         |
| 1966–67 | Manchester United        | Coventry City           | Queens Park Rangers      | Stockport County         |
| 1967–68 | Manchester City          | Ipswich Town            | Oxford United            | Luton Town               |
| 1968–69 | Leeds United             | Derby County            | Watford                  | Doncaster Rovers         |
| 1969–70 | Everton                  | Huddersfield Town       | Leyton Orient            | Chesterfield             |
| 1970–71 | Arsenal                  | Leicester City          | Preston North End        | Notts County             |
| 1971–72 | Derby County             | Norwich City            | Aston Villa              | Grimsby Town             |
| 1972–73 | Liverpool                | Burnley                 | Bolton Wanderers         | Southport                |
| 1973–74 | Leeds United             | Middlesbrough           | Oldham Athletic          | Peterborough United      |
| 1974–75 | Derby County             | Manchester United       | Blackburn Rovers         | Mansfield Town           |
| 1975–76 | Liverpool                | Sunderland              | Hereford United          | Lincoln City             |
| 1976–77 | Liverpool                | Wolverhampton Wanderers | Mansfield Town           | Cambridge United         |
| 1977–78 | Nottingham Forest        | Bolton Wanderers        | Wrexham                  | Watford                  |
| 1978–79 | Liverpool                | Crystal Palace          | Shrewsbury Town          | Reading                  |
| 1979–80 | Liverpool                | Leicester City          | Grimsby Town             | Huddersfield Town        |
| 1980–81 | Aston Villa              | West Ham United         | Rotherham United         | Southend United          |
| 1981–82 | Liverpool                | Luton Town              | Burnley                  | Sheffield United         |
| 1982–83 | Liverpool                | Queens Park Rangers     | Portsmouth               | Wimbledon                |
| 1983–84 | Liverpool                | Chelsea                 | Oxford United            | York City                |
| 1984–85 | Everton                  | Oxford United           | Bradford City            | Chesterfield             |
| 1985–86 | Liverpool                | Norwich City            | Reading                  | Swindon Town             |
| 1986–87 | Everton                  | Derby County            | Bournemouth              | Northampton Town         |
| 1987–88 | Liverpool                | Millwall                | Sunderland               | Wolverhampton Wanderers  |
| 1988–89 | Arsenal                  | Chelsea                 | Wolverhampton Wanderers  | Rotherham United         |
| 1989–90 | Liverpool                | Leeds United            | Bristol Rovers           | Exeter City              |
| 1990–91 | Arsenal                  | Oldham Athletic         | Cambridge United         | Darlington               |
| 1991–92 | Leeds United             | Ipswich Town            | Brentford                | Burnley                  |

### 1992–2004
A Premier League létrejöttével a Football League összes osztálya innentől kezdve eggyel „lejjebb csúszott”, vagyis az első osztályból másodosztály lett, a másodosztályból harmad, a harmadosztályból pedig negyedosztály.
| Szezon    | A másodosztály győztese | A harmadosztály győztese | A negyedosztály győztese |
| --------- | ----------------------- | ------------------------ | ------------------------ |
| 1992–93   | Newcastle United        | Stoke City               | Cardiff City             |
| 1993–94   | Crystal Palace          | Reading                  | Shrewsbury Town          |
| 1994–95   | Middlesbrough           | Birmingham City          | Carlisle United          |
| 1995–96   | Sunderland              | Swindon Town             | Preston North End        |
| 1996–97   | Bolton Wanderers        | Bury                     | Wigan Athletic           |
| 1997–98   | Nottingham Forest       | Watford                  | Notts County             |
| 1998–99   | Sunderland              | Fulham                   | Brentford                |
| 1999–2000 | Charlton Athletic       | Preston North End        | Swansea City             |
| 2000–01   | Fulham                  | Millwall                 | Brighton & Hove Albion   |
| 2001–02   | Manchester City         | Brighton & Hove Albion   | Plymouth Argyle          |
| 2002–03   | Portsmouth              | Wigan Athletic           | Rushden & Diamonds       |
| 2003–04   | Norwich City            | Plymouth Argyle          | Doncaster Rovers         |

### 2004–től
2004-ben a Football League átnevezte bajnokságait, így a szervezet első osztályát Football League Championship, a másodosztályt Football League One, a harmadik divíziót pedig, Football League Two néven szerepeltetik.
| Szezon  | A másodosztály győztese | A harmadosztály győztese | A negyedosztály győztese |
| ------- | ----------------------- | ------------------------ | ------------------------ |
| 2004–05 | Sunderland              | Luton Town               | Yeovil Town              |
| 2005–06 | Reading                 | Southend United          | Carlisle United          |
| 2006–07 | Sunderland              | Scunthorpe United        | Walsall                  |
| 2007–08 | West Bromwich Albion    | Swansea City             | Milton Keynes Dons       |
| 2008–09 | Wolverhampton Wanderers | Leicester City           | Brentford                |
| 2009–10 | Newcastle United        | Norwich City             | Notts County             |
| 2010–11 | Queens Park Rangers     | Brighton & Hove Albion   | Chesterfield             |
| 2011–12 | Reading                 | Charlton Athletic        | Swindon Town             |
| 2012–13 | Cardiff City            | Doncaster Rovers         | Gillingham               |
| 2013–14 | Leicester City          | Wolverhampton Wanderers  | Chesterfield             |
| 2014–15 | Bournemouth             | Bristol City             | Burton Albion            |
| 2015–16 | Burnley                 | Wigan Athletic           | Northampton Town         |
| 2016–17 | Newcastle United        | Sheffield United         | Portsmouth               |
| 2017–18 | Wolverhampton Wanderers | Wigan Athletic           | Accrington Stanley       |

### A legsikeresebb csapatok
Ebben a táblázatban a Football League-ben és a Premier League-ben nyert bajnoki címek is szerepelnek, valamint ezek összege is.
| Klub                    | Összes bajnoki cím | Football League-bajnoki címek 1889–1992 | Premier League-bajnoki címek 1993–2023 | Football League-bajnoki címek 1993–2019 |
| Manchester United       | 20                 | 7                                       | 13                                     | 0                                       |
| Liverpool               | 19                 | 18                                      | 1                                      | 0                                       |
| Arsenal                 | 13                 | 10                                      | 3                                      | 0                                       |
| Manchester City         | 9                  | 2                                       | 7                                      | 1                                       |
| Everton                 | 9                  | 9                                       | 0                                      | 0                                       |
| Aston Villa             | 7                  | 7                                       | 0                                      | 0                                       |
| Sunderland              | 6                  | 6                                       | 0                                      | 4                                       |
| Chelsea                 | 6                  | 1                                       | 5                                      | 0                                       |
| Newcastle United        | 4                  | 4                                       | 0                                      | 3                                       |
| Sheffield Wednesday     | 4                  | 4                                       | 0                                      | 0                                       |
| Wolverhampton Wanderers | 3                  | 3                                       | 0                                      | 2                                       |
| Huddersfield Town       | 3                  | 3                                       | 0                                      | 0                                       |
| Leeds United            | 3                  | 3                                       | 0                                      | 0                                       |
| Blackburn Rovers        | 3                  | 2                                       | 1                                      | 0                                       |
| Burnley                 | 2                  | 2                                       | 0                                      | 1                                       |
| Portsmouth              | 2                  | 2                                       | 0                                      | 1                                       |
| Derby County            | 2                  | 2                                       | 0                                      | 0                                       |
| Preston North End       | 2                  | 2                                       | 0                                      | 0                                       |
| Tottenham Hotspur       | 2                  | 2                                       | 0                                      | 0                                       |
| Leicester City          | 1                  | 0                                       | 1                                      | 1                                       |
| Nottingham Forest       | 1                  | 1                                       | 0                                      | 1                                       |
| Ipswich Town            | 1                  | 1                                       | 0                                      | 0                                       |
| Sheffield United        | 1                  | 1                                       | 0                                      | 0                                       |
| West Bromwich Albion    | 1                  | 1                                       | 0                                      | 1                                       |
| Reading                 | 0                  | 0                                       | 0                                      | 2                                       |
| Bournemouth             | 0                  | 0                                       | 0                                      | 1                                       |
| Bolton Wanderers        | 0                  | 0                                       | 0                                      | 1                                       |
| Burnley                 | 0                  | 0                                       | 0                                      | 1                                       |
| Cardiff City            | 0                  | 0                                       | 0                                      | 1                                       |
| Charlton Athletic       | 0                  | 0                                       | 0                                      | 1                                       |
| Crystal Palace          | 0                  | 0                                       | 0                                      | 1                                       |
| Fulham                  | 0                  | 0                                       | 0                                      | 1                                       |
| Middlesbrough           | 0                  | 0                                       | 0                                      | 1                                       |
| Norwich City            | 0                  | 0                                       | 0                                      | 1                                       |
| Queens Park Rangers     | 0                  | 0                                       | 0                                      | 1                                       |
| ----------------------- | ------------------ | --------------------------------------- | -------------------------------------- | --------------------------------------- |

## Football League-bajnoki címek
| Csapat                   | Első osztály | Másodosztály | Harmadosztály | Negyedosztály | Összes győzelem |
| ------------------------ | ------------ | ------------ | ------------- | ------------- | --------------- |
| Liverpool                | 18           | 4            |               |               | 22              |
| Arsenal                  | 10           |              |               |               | 10              |
| Everton                  | 9            | 1            |               |               | 10              |
| Aston Villa              | 7            | 2            | 1             |               | 10              |
| Manchester United        | 7            | 2            |               |               | 9               |
| Sunderland               | 6            | 5            | 1             |               | 12              |
| Sheffield Wednesday      | 4            | 5            |               |               | 9               |
| Newcastle United         | 4            | 3            |               |               | 7               |
| Wolverhampton Wanderers  | 3            | 3            | 3             | 1             | 10              |
| Leeds United             | 3            | 3            |               |               | 6               |
| Huddersfield Town        | 3            | 1            |               | 1             | 5               |
| Manchester City          | 2            | 7            |               |               | 9               |
| Derby County             | 2            | 4            | 1             |               | 7               |
| Preston North End        | 2            | 3            | 2             | 1             | 7               |
| Burnley                  | 2            | 2            | 1             | 1             | 6               |
| Tottenham Hotspur        | 2            | 2            |               |               | 4               |
| Portsmouth               | 2            | 1            | 3             |               | 6               |
| Blackburn Rovers         | 2            | 1            | 1             |               | 4               |
| Chelsea                  | 1            | 2            |               |               | 3               |
| Ipswich Town             | 1            | 3            | 2             |               | 6               |
| Nottingham Forest        | 1            | 3            | 1             |               | 5               |
| Sheffield United         | 1            | 1            |               | 1             | 3               |
| West Bromwich Albion     | 1            | 3            |               |               | 4               |
| Leicester City           |              | 7            | 1             |               | 8               |
| Birmingham City          |              | 5            | 1             |               | 6               |
| Middlesbrough            |              | 4            |               |               | 4               |
| Notts County             |              | 3            | 2             | 3             | 8               |
| Norwich City             |              | 3            | 2             |               | 5               |
| Bolton Wanderers         |              | 3            | 1             |               | 4               |
| Grimsby Town             |              | 2            | 3             | 1             | 6               |
| Reading                  |              | 2            | 3             | 1             | 6               |
| Fulham                   |              | 2            | 2             |               | 4               |
| Queens Park Rangers      |              | 2            | 2             |               | 4               |
| Stoke City               |              | 2            | 2             |               | 4               |
| Crystal Palace           |              | 2            | 1             |               | 3               |
| West Ham United          |              | 2            |               |               | 2               |
| Bristol City             |              | 1            | 4             |               | 5               |
| Millwall                 |              | 1            | 3             | 1             | 5               |
| Brentford                |              | 1            | 2             | 3             | 6               |
| Charlton Athletic        |              | 1            | 3             |               | 4               |
| Bradford City            |              | 1            | 2             |               | 3               |
| Bury                     |              | 1            | 2             |               | 3               |
| Coventry City            |              | 1            | 2             |               | 3               |
| Oldham Athletic          |              | 1            | 2             |               | 3               |
| Oxford United            |              | 1            | 2             |               | 3               |
| Cardiff City             |              | 1            | 1             | 1             | 3               |
| Luton Town               |              | 1            | 1             | 1             | 3               |
| Bournemouth              |              | 1            | 1             |               | 2               |
| Blackpool                |              | 1            |               |               | 1               |
| Doncaster Rovers         |              |              | 4             | 2             | 6               |
| Plymouth Argyle          |              |              | 4             | 1             | 5               |
| Brighton and Hove Albion |              |              | 3             | 2             | 5               |
| Lincoln City             |              |              | 3             | 1             | 4               |
| Barnsley                 |              |              | 3             |               | 3               |
| Hull City                |              |              | 3             |               | 3               |
| Chesterfield             |              |              | 2             | 4             | 6               |
| Port Vale                |              |              | 2             | 1             | 3               |
| Rotherham United         |              |              | 2             | 1             | 3               |
| Stockport County         |              |              | 2             | 1             | 3               |
| Swansea City             |              |              | 2             | 1             | 3               |
| Watford                  |              |              | 2             | 1             | 3               |
| Bristol Rovers           |              |              | 2             |               | 2               |
| Leyton Orient            |              |              | 2             |               | 2               |
| Southampton              |              |              | 2             |               | 2               |
| Carlisle United          |              |              | 1             | 2             | 3               |
| Northampton Town         |              |              | 1             | 2             | 3               |
| Darlington               |              |              | 1             | 1             | 2               |
| Cambridge United         |              |              | 1             | 1             | 2               |
| Mansfield Town           |              |              | 1             | 1             | 2               |
| Shrewsbury Town          |              |              | 1             | 1             | 2               |
| Southend United          |              |              | 1             | 1             | 2               |
| Swindon Town             |              |              | 1             | 1             | 2               |
| Wigan Athletic           |              |              | 2             | 1             | 3               |
| Bradford Park Avenue     |              |              | 1             |               | 1               |
| Hereford United          |              |              | 1             |               | 1               |
| Nelson                   |              |              | 1             |               | 1               |
| Newport County           |              |              | 1             |               | 1               |
| Scunthorpe United        |              |              | 1             |               | 1               |
| Tranmere Rovers          |              |              | 1             |               | 1               |
| Wrexham                  |              |              | 1             |               | 1               |
| Gillingham               |              |              |               | 2             | 2               |
| Peterborough United      |              |              |               | 2             | 2               |
| Walsall                  |              |              |               | 2             | 2               |
| Burton Albion            |              |              |               | 1             | 1               |
| Exeter City              |              |              |               | 1             | 1               |
| Milton Keynes Dons       |              |              |               | 1             | 1               |
| Rushden & Diamonds       |              |              |               | 1             | 1               |
| Southport                |              |              |               | 1             | 1               |
| Wimbledon                |              |              |               | 1             | 1               |
| Yeovil Town              |              |              |               | 1             | 1               |
| York City                |              |              |               | 1             | 1               |